# Marie-Paule Kieny
Marie-Paule Kieny (Estrasburgo, 24 de abril de 1955) es una viróloga, vacunóloga, experta en salud pública y divulgadora científica francesa. Actualmente es directora de investigación en el Institut national de la santé et de la recherche médicale (INSERM) y jefa de la junta de la Iniciativa Medicamentos para Enfermedades Olvidadas (DNDi, por sus siglas en inglés).

## Trayectoria
Completó su doctorado en microbiología en 1980 en la Universidad de Montpellier, y recibió su Habilitation à Diriger des Recherches en 1995 en la Universidad de Estrasburgo. Después de conseguir su doctorado, Kieny ocupó un puesto en Transgene SA en Estrasburgo, como directora científica ayudante bajo la dirección del biólogo molecular Jean-Pierre Lecocq hasta 1988. Se convirtió en directora de investigación del INSERM por primera vez entre 1999 y 2000. Además, fue miembro de la Iniciativa Europea de Vacunas (EVI) hasta 2010.
Kieny fue directora de investigación de vacunas de la Organización Mundial de la Salud (OMS) de 2002 a 2010, sobre todo durante la pandemia de gripe porcina de 2009. Fue ascendida a directora general adjunta, desempeñando un importante papel de liderazgo durante la epidemia de ébola de 2014-2016 en África Occidental y la epidemia de virus del Zika de 2015-2016. Kieny incluso se inscribió ella misma como sujeto de pruebas para la seguridad de las nuevas vacunas contra el virus del Ébola que se están desarrollando, en medio de las preocupaciones sobre la logística y la ética de las pruebas terapéuticas y preventivas de las primeras etapas del Ébola en el contexto de una epidemia en curso.
Dada la lentitud del desarrollo de nuevas terapias en respuesta al brote, Kieny y sus colegas comenzaron a elaborar un marco para acelerar el desarrollo y alentar a los investigadores a compartir los datos abiertamente sin preocuparse por que salieran a la luz. Destacó el éxito del desarrollo de vacunas eficaces para su despliegue en un futuro brote. Tras el brote de ébola en la República Democrática del Congo en 2014, Kieny declaró que la vacuna podría no ser necesaria, ya que el brote no era tan grave como se temía anteriormente.
Kieny también participó en la solución de la actual crisis de resistencia a antibióticos con la OMS, supervisando la primera lista de Medicamentos Esenciales de la OMS que incluye directrices sobre el uso adecuado de los antibióticos en el marco de la asistencia sanitaria universal. También ayudó a preparar una lista de bacterias resistentes a los antibióticos a las que se debería dar prioridad para la investigación más allá de la tuberculosis extremadamente resistente a los medicamentos, como las cepas de Acinetobacter baumannii y Pseudomonas aeruginosa resistentes al Carbapenem.
Kieny fue una de las siete expertas en vacunas entrevistadas en 2012 por Wired acerca de lo que la próxima década depara a la innovación de las vacunas.
En 2017, se unió a la junta directiva del Proyecto de Vacunas Humanas (HVP), fue nombrada directora interina del Banco de Patentes de Medicamentos (MPP) y se unió a la Iniciativa Medicamentos para Enfermedades Olvidadas (DNDi) como jefa de la junta. Como directora del MPP, Kieny supervisó la concesión de licencias del medicamento Mavyret contra la hepatitis C para la producción de genéricos.

## Otros cargos
- Miembro independiente de la Junta Directiva de BioMérieux.[26]
- Asesora de GISAID.[22][27]
- Miembro de la Junta Directiva de la Asociación Mundial para la Investigación y el Desarrollo de Antibióticos (GARDP).[28]
- Miembro de la Junta Directiva de la Iniciativa de Programación Conjunta sobre la Resistencia Antimicrobiana (JPIAMR).[29]
- Miembro de la Junta Directiva de Solthis (Solidaridad Terapéutica e Iniciativas para la Salud).[30]
- Presidenta de la Junta Consultiva Estratégica sobre Vacunas e Infecciones Resistentes a los Medicamentos de Wellcome Trust.[31]
- Miembro de la Junta de Asesoramiento Estratégico sobre Innovación de Wellcome Trust.[32]

## Reconocimientos
En 2016, Kieny fue condecorada con la medalla de la Legión de Honor. Al año siguiente, el Institut national de la santé et de la recherche médicale (INSERM) le concedió el Premio Internacional INSERM 2017.
En 2019, la Universidad Autónoma de Barcelona (UAB) invistió a Kieny como doctora honoris causa por su compromiso con la salud pública y la atención sanitaria universal en todo el mundo.